# Verwaltungsgemeinschaft Marktl
Die Verwaltungsgemeinschaft Marktl im Landkreis Altötting besteht seit der Gemeindegebietsreform am 1. Mai 1978. Ihr gehören als Mitgliedsgemeinden an:
1. Marktl, Markt, 2772 Einwohner, 27,84 km²
2. Stammham, 993 Einwohner, 5,68 km²

Sitz der Verwaltungsgemeinschaft ist Marktl.